# ۱۷۲۳ (میلادی)

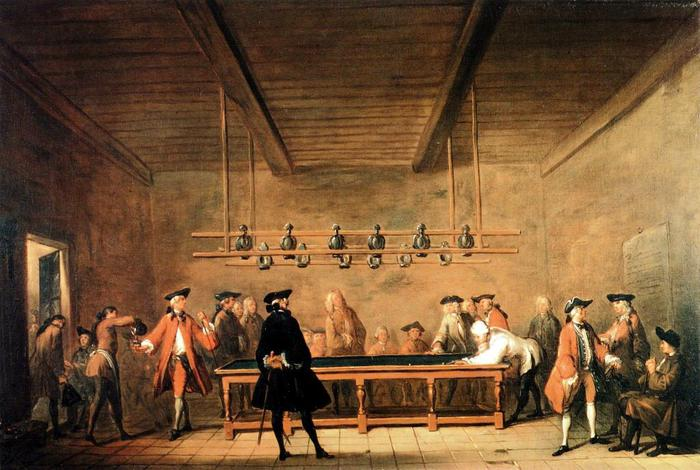
۱۷۲۳ میلادی

۱۷۲۳ (میلادی) هزار و هفتصد و بیست و سومین سال تقویم میلادی است.

## زادگان
- ۱۷ فوریه – توبیاس مایر، ستاره‌شناس و ریاضی‌دان آلمانی (د. ۱۷۶۱)
- ۱۱ سپتامبر – یوهان برنهارد بازدف، نویسنده آلمانی (د. ۱۷۹۰)
- ۲۲ دسامبر – کارل فریدریش آبل، آهنگساز آلمانی (د. ۱۷۸۷)
- ۳۱ مارس – فردریک پنجم دانمارک، سیاست‌مدار آیسلندی (د. ۱۷۶۶)
- ۵ ژوئن – آدام اسمیت، اقتصاددان، نویسنده، و فیلسوف بریتانیایی (د. ۱۷۹۰)
- ۱۶ ژوئیه – جاشوا رینولدز، نقاش بریتانیایی (د. ۱۷۹۲)

## درگذشتگان
- ۲۵ فوریه – کریستوفر رن، ستاره‌شناس، ریاضی‌دان، معمار، فیزیک‌دان، و دانشمند انگلیسی (ز. ۱۶۳۲)
- ۲۶ اوت – آنتونی فان لیوونهوک، مخترع، زیست‌شناس، و دانشمند هلندی (ز. ۱۶۳۲)